# Llei d'Amnistia espanyola de 1977
La Llei 46/1977, de 15 d'octubre, d'Amnistia va ser promulgada a Espanya el 15 d'octubre de 1977 i va entrar en vigor amb la seva publicació en el BOE el 17 d'octubre d'aquell any.
Incloïa l'amnistia dels presos polítics, així com un ampli espectre de delictes que incloïen actes polítics, rebel·lió, sedició (inclosos els delictes i faltes comesos a conseqüència d'ambdues) i denegació d'auxili comesos abans del dia 15 de desembre de 1976. Posada en vigor en plena Transició espanyola, el seu objectiu era eliminar alguns efectes jurídics que poguessin fer perillar la consolidació del nou règim.
Algunes dècades després, arran de les denúncies interposades per delictes contra la humanitat com genocidi i desaparició forçada, suposadament comesos durant la Guerra Civil Espanyola i el règim franquista, i que es van trobar amb l'obstacle infranquejable de la llei, que impedia jutjar delictes pertanyents a aquesta època, organitzacions com Human Rights Watch i Amnistia Internacional van sol·licitar en repetides ocasions al Govern d'Espanya la derogació de la citada llei, en considerar-la incompatible amb el Dret internacional, atès que impedeix jutjar delictes considerats imprescriptibles. El 10 de febrer de 2012, Navanethem Pillay, representant de l'Oficina de l'Alt Comissionat de les Nacions Unides per als Drets Humans va demanar formalment a Espanya la derogació de la llei, argumentant que incomplia la normativa internacional sobre Drets Humans.
Segons experts juristes, la Constitució espanyola de 1978 impediria tal derogació, ja que la reactivació d'una responsabilitat penal que ja ha estat extingida violaria el principi d'irretroactivitat de les normes sancionadores desfavorables establert en l'article 9.3 de la Constitució Espanyola.

## Context i antecedents

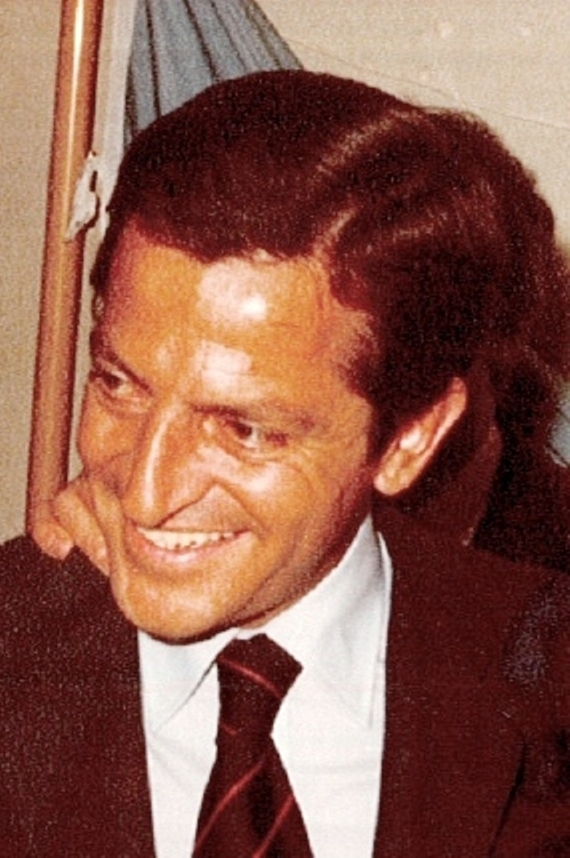
La Llei d'Amnistia de 1977 formava part de la reforma política, duta a terme pel govern de Adolfo Suárez (en la imatge) a fi de buscar la reconciliació social dels espanyols, encaminada a dur a terme la transició del país cap a un règim democràtic.

A la mort de Francisco Franco en 1975, es va iniciar a Espanya un procés de transició encaminat a l'establiment de la Democràcia com a estatus polític. Un dels assumptes més espinosos en aquest procés era la reconciliació entre els dos bàndols enfrontats en la Guerra Civil Espanyola, així com el perdó pels greus delictes contra la humanitat comesos durant i després del conflicte. Dins de la reforma política, l'amnistia de 1977 representava la renúncia de l'estat a l'exercici del ius puniendi, o exercir la coacció penal sobre els qui van vulnerar béns jurídics bàsics, així com l'alliberament de diversos presos polítics i presos d'ETA que encara es trobaven a la presó per raons ideològiques. Es propugnava que a través d'aquest procés el país es trobaria en condicions de ratificar una nova constitució.

### Amnistia parcial de 1976
La Llei d'Amnistia va tenir un precedent quan el 30 de juliol de 1976 es va proclamar una amnistia parcial per a alguns presos empresonats per motius polítics. El BOE num. 186 de 4 d'agost de 1976, pàgines 15097-15098, referència 1976/14963, va publicar el Reial decret Llei 10/1976 de 30 de juliol sobre Amnistia, donat a La Corunya, signat pel rei Joan Carles I i confirmat pel President del Govern Adolfo Suárez González, conseqüència d'una proposta del Consell de Ministres reunit el 28 de juliol de 1976.

En aquest Decret van ser indultats els delictes i faltes d'intencionalitat política i opinió que no haguessin “posat en perill” la vida de ningú. L'objectiu d'aquest Decret, segons s'estableix en el seu paràgraf inicial, és "promoure la reconciliació de tots els membres de la Nació", i entre les mesures proposades per a aquest fi es destaca "la reintegració dels drets passius als militars sancionats després de la passada contesa, dels diferents indults concedits i de la prescripció, per ministeri de la llei, de totes les responsabilitats penals per fets anteriors a l'1 d'abril de 1939."

### Ampliació de l'amnistia parcial i aprovació de la Llei d'Amnistia
L'amnistia parcial de 1976 no va semblar suficient a la majoria de la classe política, i l'11 de gener de 1977, en una reunió entre quatre representants de l'oposició democràtica, Anton Cañellas, Felipe González, Julio Jáuregui Lasanta i Joaquín Satrústegui, amb el president del Govern, Adolfo Suárez es va exposar i es va sol·licitar al president del Govern una amnistia total per a tots els fets i delictes d'intencionalitat política ocorreguts entre el 18 de juliol de 1936 i el 15 de desembre de 1976. Al maig es va desenvolupar la setmana pro-amnistia de maig de 1977, una sèrie de mobilitzacions populars que va tenir lloc a les províncies d'Àlaba, Guipúscoa, Biscaia i Navarra per reclamar l'amnistia de tots els presos relacionats amb penes d'arrel política.
Presentada pel partit al govern, UCD i, en paraules del seu portaveu, Rafael Arias-Salgado, com el pressupòsit ètico-polític de la democràcia, d'aquella democràcia a la qual aspirem, que per ser autèntica no mira cap enrere, sinó que, ferventment, vol superar i transcendir les divisions que ens van separar i van enfrontar en el passat; va ser defensada, entre d'altres, pel portaveu del grup comunista del congrés, Marcelino Camacho, qui va manifestar: (...) la primera proposta presentada en aquesta Càmera ha estat precisament feta per la Minoria Parlamentària del Partit Comunista i del PSUC el 14 de juliol i orientada precisament a aquesta amnistia. I no va ser un fenomen de la casualitat, senyores i senyors Diputats, és el resultat d'una política coherent i conseqüent que comença amb la política de reconciliació nacional del nostre Partit(...) Nosaltres consideràvem que la peça cabdal d'aquesta política de reconciliació nacional havia de ser l'amnistia. Com podríem reconciliar-nos els que ens havíem estat matant els 'uns als altres, si no esborràvem aquest passat una vegada per sempre?.
La llei va ser aprovada en el Congrés dels Diputats el 15 d'octubre de 1977, sent recolzada per gairebé tots els grups parlamentaris: Unió de Centre Democràtic, Partit Socialista Obrer Espanyol, Partido Socialista Popular, Partit Comunista d'Espanya, la Minoria Basco-Catalana i el Grup mixt, amb l'abstenció de Alianza Popular i els diputats Francisco Letamendia (Euskadiko Ezkerra) i Hipólito Gómez de las Roces (Candidatura Aragonesa Independent de Centre). En total, 296 vots a favor, dos en contra, 18 abstencions i un de nul.

#### L'amnistia dels objectors de consciència
Aquesta ampliació també suposava la llibertat de 220 objectors de consciència que estaven presos, entre ells els dels grups de Can Serra. Però no resolia la situació dels nous objectors que es poguessin declarar que, segons la "Ley de Negativa al Servicio Militar" vigent des de 1973, podien ser empresonats. Per trampejar la situació mentre no hi havia una llei d'objecció el ministre de defensa Gutíerrez Mellado va dictar una ordre interna per la qual quedava indefinidament ajornada la incorporació a files dels nous objectors al servei militar, portant a l'acumulació d'objectors durant la dècada dels vuitanta fins al decret de Prestació Social Substitutòria del 1988 basat en la llei d'objecció del 1984.

## Redacció
La redacció del text va ser a càrrec d'una comissió composta per representants dels grups polítics que van consensuar la llei, tots excepte Alianza Popular, que no va donar suport a la llei argumentant que no era una bona solució per als atacs a la democràcia. Aquesta comissió la compongueren Pilar Brabo i Marcelino Camacho (PCE), Xabier Arzalluz Antia i Mitxel Unzueta (MVC), Plácido Fernández Viagas i Pablo Castellano (PSOE) i Donato Fuejo (GM).

## Text
La llei està vertebrada entorn de les seves dos primers articles, que són els següents:
| « | Article primer. I. Queden amnistiats: a) Tots els actes d'intencionalitat política, qualsevol que fos el seu resultat, tipificats com a delictes i faltes realitzats amb anterioritat al dia quinze de desembre de mil nou-cents setanta-sis. b) Tots els actes de la mateixa naturalesa realitzats entre el quinze de desembre de mil nou-cents setanta-sis i el quinze de juny de mil nou-cents setanta-set, quan en la intencionalitat política s'apreciï a més un mòbil de restabliment de les llibertats públiques o de reivindicació d'autonomies dels pobles d'Espanya. c) Tots els actes d'idèntica naturalesa i intencionalitat als prevists en el paràgraf anterior realitzats fins al sis d'octubre de mil nou-cents setanta-set, sempre que no hagin suposat violència greu contra la vida o la integritat de les persones. II. A. els mers efectes de subsunció en cadascun dels paràgrafs de l'apartat anterior, s'entendrà per moment de realització de l'acte aquell en què es va iniciar l'activitat criminal. L'amnistia també comprendrà els delictes i faltes connexos amb els de l'apartat anterior. Article segon. En tot cas estan compresos en l'amnistia: a) Els delictes de rebel·lió i sedició, així com els delictes i faltes comesos amb ocasió o motiu d'ells, tipificats en el Codi de justícia Militar. b) L'objecció de consciència a la prestació del servit militar, per motius ètics o religiosos. c) Els delictes de denegació d'auxili a la Justícia per la negativa a revelar fets de naturalesa política, coneguts en l'exercici professional. d) Els actes d'expressió d'opinió, realitzats a través de premsa, impremta o qualsevol altre mitjà de comunicació. i) Els delictes i faltes que poguessin haver comès les autoritats, funcionaris i agents de l'ordre públic, amb motiu o ocasió de la recerca i persecució dels actes inclosos en aquesta Llei. f) Els delictes comesos pels funcionaris i agents de l'ordre públic contra l'exercici dels drets de les persones. | » |

## Causa contra el franquisme

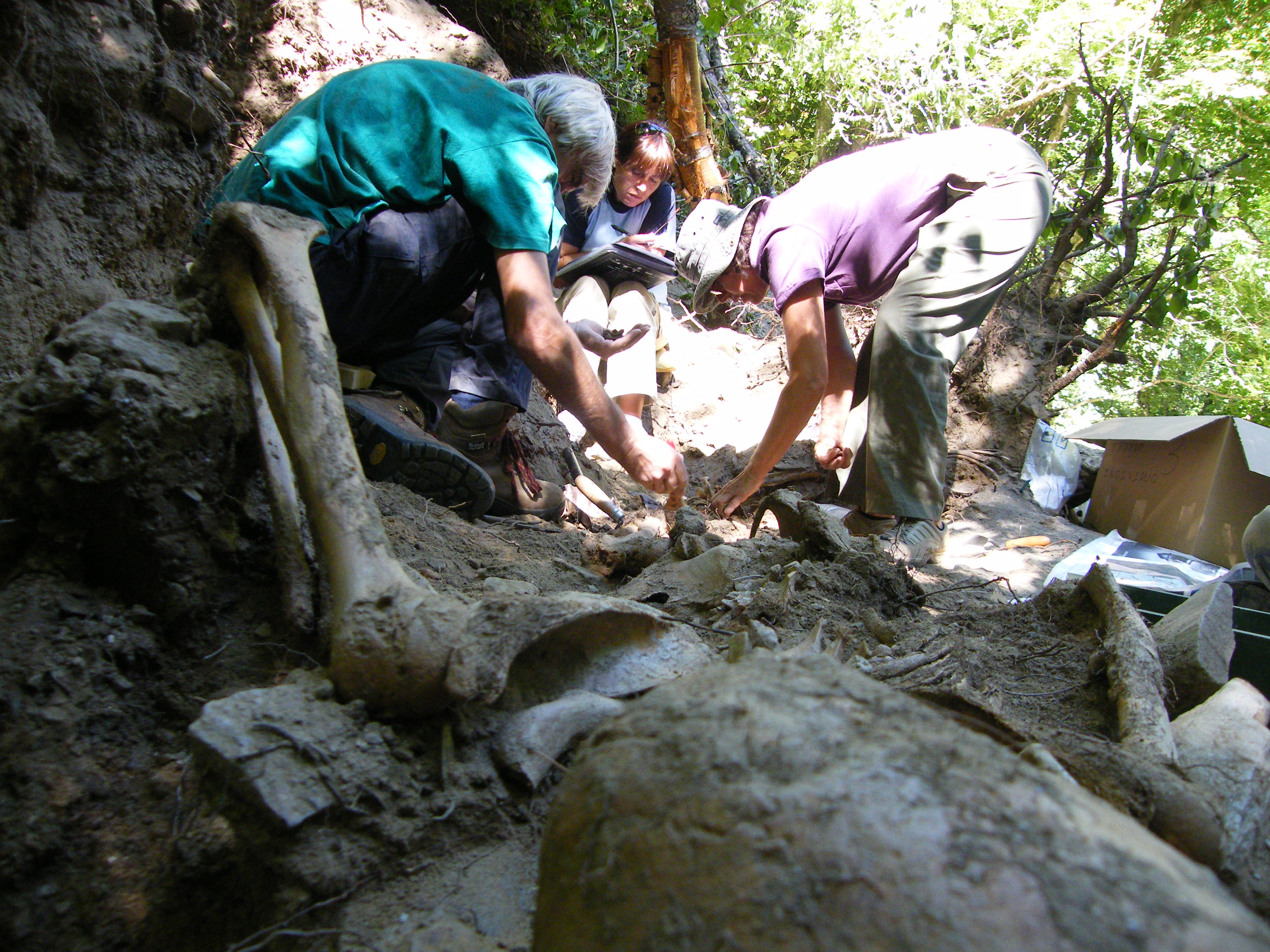
La Llei d'Amnistia ha estat un dels obstacles per a l'enjudiciament dels supòsits crims contra la humanitat comesos durant la Guerra Civil Espanyola i el règim de Francisco Franco, per la qual cosa l'ONU, Amnistia Internacional i Human Rights Watch han sol·licitat repetidament la seva derogació, interpretant que atempta contra els drets humans. Imatge de l'exhumació, per part de l'Associació per a la Recuperació de la Memòria Històrica, d'una fossa de represaliats de la guerra civil en Balboa (província de Lleó).

El 18 de juliol de 2007 diverses associacions de drets humans van presentar denúncies davant l'Audiència Nacional per a la recerca dels crims del franquisme, però aquestes van ser desestimades, ja que "els delictes havien prescrit o, en tot cas, estaven subjectes a la Llei d'Amnistia de 1977". Al setembre de 2008, el jutge d'Instrucció número 5 de l'Audiència, Baltasar Garzón, va tornar a impulsar aquestes denúncies, acompanyades dels noms i cognoms de 130 000 desapareguts del franquisme. El fiscal de l'Audiència Nacional va al·legar que els delictes de genocidi i crims de lesa humanitat no estaven tipificats en el Codi Penal de 1932, que regia quan es van cometre, i que no es podien aplicar amb caràcter retroactiu. Garzón, emparant-se en què són delictes que no prescriuen, va imputar personalitats del règim franquista, el 14 d'octubre, un delicte de genocidi per aquests i altres successos
Finalment, Garzón va declarar extingida la responsabilitat penal dels imputats ja morts i va remetre la causa a diferents jutjats dels llocs on havien succeït els fets. D'altra banda, el jutge del Tribunal Suprem Luciano Varela va admetre a tràmit una querella interposada per les formacions ultradretanes Falange Española i Manos Limpias contra Garzón acusándole de prevaricació acusant-lo de prevaricació per assumir la causa contra el franquisme, en entendre que no hi tenia les competències. La Llei d'Amnistia va ser un dels diversos obstacles insalvables sorgits en el procés contra el franquisme, la qual cosa va implicar un incipient corrent de crítiques i els primers moviments des de 1977 que demanaven la seva derogació.

## Crítiques
Malgrat que a l'època de la seva promulgació la llei va ser considerada necessària i positiva per a l'assentament de la democràcia, amb el pas del temps el seu significat va canviar per a alguns; sobretot en comprovar els efectes que tindria sobre qualsevol denúncia efectuada sobre els fets que un important sector de l'opinió pública considera com a greus delictes contra la humanitat comesos durant la dictadura del general Franco. En aquest sentit, algunes organitzacions sostenen que els records de la guerra i el franquisme estaven molt presents i van influir per assegurar la impunitat d'aquests crims a través de la Llei d'Amnistia. Els seus arguments defensen que durant la transició a Espanya no es va debatre forta i obertament sobre els crims franquistes. El catedràtic d'Economia Joan Martínez i Alier, qui fou diverses vegades candidat al Congrés pel partit Els Verds ha manifestat que la denúncia i el debat polític de tals crims contra els drets humans hauria estat tallat per la Llei d'Amnistia d'octubre de 1977, que amnistiava (art. 2f) els delictes comesos per funcionaris i agents de l'ordre públic contra l'exercici dels drets de les persones (com el no perdre la vida i viure en llibertat). Els qui havien impedit l'exercici de tals drets, van ser amnistiats. Millor dit, s'acte‐van amnistiar amb l'aquiescència dels partits polítics de centre i d'esquerra que havien guanyat escons en les primeres eleccions a Espanya des de 1936, les de 1977. El polític socialista José María Benegas l'ha definit com una llei de punt final: renunciem a revisar el passat i exigir les responsabilitats generades durant quaranta anys de dictadura.
Tant Carme Molinero com Pere Ysàs, tots dos professors d'història contemporània de la Universitat Autònoma de Barcelona i autors de diversos llibres que versen sobre les atrocitats comeses durant el Franquisme, van manifestar el seu rebuig a les tesis que qualificaven d'autoamnistia la llei, declarant: Aquesta explicació respon també a un notable desconeixement de la situació del procés històric i, en alguns casos, a la voluntària miopia respecte a la complexitat social, en un exercici molt distant de la intel·ligència política que una part significativa de la militància antifranquista va saber desenvolupar sobretot en la dècada anterior a la mort del dictador(...)Els parlamentaris procedents de l'antifranquisme exigien l'amnistia com una mesura de ruptura amb el passat i, a més, de reconciliació; per a ells es tractava de negar l'ordre franquista i avançar decisivament cap a un nou marc polític que permetés que tots els ciutadans poguessin conviure a Espanya lliurement, defensant cadascun les seves idees.

### Peticions de derogació
Arran de les denúncies contra els crims del franquisme i unes altres per delictes comesos durant la Guerra Civil Espanyola, com les matances de Badajoz i Paracuellos, i que es van trobar amb l'obstacle infranquejable de la llei, organitzacions de drets humans com Human Rights Watch i Amnistia Internacional van sol·licitar al Govern d'Espanya la seva derogació, en considerar-la incompatible amb el Dret internacional, doncs impedeix jutjar delictes considerats imprescriptibles.
En 2009, el Comitè de Drets Humans va transmetre a Espanya la seva recomanació que considerés la derogació de la Llei d'Amnistia, recordant que els delictes de lesa humanitat són imprescriptibles. Igualment, va expressar la seva preocupació pels obstacles oposats per les famílies de desapareguts. El Govern d'Espanya va respondre qüestionant la competència del Comitè en aquesta matèria i recordant que la Llei d'Amnistia va ser una demanda de tota l'oposició al franquisme que va contribuir a la transició a la democràcia.
També en 2009, el Comitè contra la Tortura va demanar informació a Espanya sobre si la Llei d'Amnistia està en contradicció amb la Convenció contra la tortura i altres tractes o penes cruels, inhumans o degradants i quin és la posició d'Espanya respecte de l'exercici de l'acció penal en els casos amnistiats. El Govern espanyol va respondre al requeriment informant que la Llei d'Amnistia va ser una demanda de tota l'oposició democràtica al franquisme, que els fets amnistiats per ella són anteriors a l'entrada en vigor de la Convenció contra la Tortura i que l'Estat realitza accions per restablir els drets de les víctimes. El Comitè, malgrat reconèixer que la Llei d'Amnistia és anterior a l'entrada en vigor de la Convenció, va sol·licitar a Espanya que els delictes de tortura i desaparicions forçades no quedin subjectes a amnistia. Va sol·licitar igualment que l'Estat prossegueixi amb l'esclariment de la sort de les víctimes.
Al setembre de 2010, el Grup de Treball sobre Desaparicions Forçades o Involuntàries va manifestar que la Llei d'Amnistia xocava amb la "Declaració sobre la Protecció de totes les Persones contra les Desaparicions Forçades" de 1992, que imposaria a Espanya l'obligació d'investigar, perseguir i sancionar als responsables de desaparicions.
El 10 de febrer de 2012, Navanethem Pillay, representant de l'Oficina de l'Alt Comissionat de les Nacions Unides per als Drets Humans va demanar formalment a Espanya la derogació de la llei, argumentant que incomplia la normativa internacional sobre Drets Humans.

### Aspectes legals
Encara que Luciano Varela va manifestar en l'acte de la querella contra el jutge Garzón de 2010 que El Poder Legislatiu podrà llavors derogar la llei espanyola d'amnistia de 1977 i redefinir l'abast de la retroactividad de les normes sobre prescripció. Solament restarà, en tal cas, examinar si amb tal decisió se supera el cànon constitucional, segons experts juristes, la Constitució espanyola de 1978 impediria tal derogació, doncs la reactivació d'una responsabilitat criminal que ha estat extingida violaria el principi d'irretroactivitat establerta en l'article 9.3 de la carta magna. Només a través d'una revisió constitucional pot reactivar-se la responsabilitat criminal ja extingida. També podria ser un obstacle la redacció de l'article 15.1 del Pacte Internacional de Drets Civils i Polítics, ratificat per Espanya el 27 d'abril de 1977. Encara que basant-se en aquest tractat (entre altres), concretament en l'article 15.2, el BNGva justificar la seva proposta de modificació amb efectes retroactius de la llei d'amnistia per excloure del seu abast el delicte de genocidi i els delictes de lesa humanitat.
És ressenyable la dada que, en el temps transcorregut des de 1979, quan Espanya va ratificar la Convenció Europea de Drets Humans, el Tribunal Europeu de Drets Humans no hagi hagut de dictar cap sentència relativa a la Llei d'Amnistia, malgrat la polèmica que genera la controvèrsia sobre aquest tema.

## Suports a la Llei d'Amnistia
Les crítiques a la Llei d'Amnistia no són unànimes, perquè un important sector polític, jurídic i d'opinió pública segueix considerant-la com un assoliment de l'oposició democràtica al franquisme, a més de com una forma de "superar la llarga confrontació soferta pels espanyols des de 1936". Al juliol de 2011, el Bloc Nacionalista Galego va presentar en el Congrés dels Diputats una proposició per derogar la Llei i la proposta va ser rebutjada per una àmplia majoria formada per partits de diverses idees polítiques (el resultat va ser de 8 vots a favor de la derogació, 320 en contra i 8 abstencions). El Partit Socialista Obrer Espanyol va ressaltar que la Llei va ser la forma de superar les guerres civils i que l'oblit era recíproc per a tots dos bàndols; la coalició Convergència i Unió va posar l'accent que la Llei de Memòria Històrica ja havia reconegut la il·legitimitat dels tribunals franquistes; quant al Partit Popular, successor d'Alianza Popular que es va abstenir en 1977 en la votació de la Llei, en va expressar el seu suport i va retreure als partidaris de la seva derogació que tornessin a portar rancors. Aquesta posició és també la que mantenen els sectors que simpatitzen amb el franquisme, perquè consideren que l'esquerra política pretén derogar la Llei d'Amnistia per realitzar uns judicis selectius només a un dels bàndols que va intervenir en el Guerra Civil, mantenint la impunitat per als crims comesos pel bàndol vençut. Finalment, no falten els qui, com el Partit Nacionalista Basc, consideren irrellevant el debat per no quedar persones vives als qui es pogués jutjar pels presumptes delictes de genocidi o lesa humanitat.
Des d'un punt de vista jurídic, alguns mitjans assenyalen que la Llei d'Amnistia no va violar el dret fonamental a la tutela judicial efectiva doncs, encara que va extingir la responsabilitat criminal, va mantenir subsistent la responsabilitat civil. És per això que alguns estimen que els perjudicats han tingut obertes les vies dels tribunals civils o contenciosos administratius per sol·licitar una reparació.